# Ordem do Mérito (Egito)
A Ordem do Mérito é uma condecoração do Egito.

## História
A Ordem do Mérito foi criada pelo Regente em nome do Rei Fuade II do Egito, em 1953, como um prêmio geral por serviços meritórios.

## Classes
A ordem é composta das seguintes classes de mérito   : 
- Grã-Cruz
- Grande-Oficial
- Comendador ou Comendadora
- Oficial
- Cavaleiro ou Dama

| Distintivos       | Distintivos | Distintivos               | Distintivos    | Distintivos | Distintivos |
| ----------------- | ----------- | ------------------------- | -------------- | ----------- | ----------- |
| Cavaleiro ou Dama | Oficial     | Comendador ou Comendadora | Grande-Oficial | Grã-Cruz    |             |

## Insígnia
- A fita é vermelha com bordas pretas ladeadas por listras brancas.